# Веганство
Веганство е начин на живот, отхвърлящ използването на животински продукти. Веганите са пълни вегетарианци, които не само се хранят изключително с растителни продукти, но и не използват продукти от животни, или свързани косвено с животни. Веганите изключват от хранителната си диета не само месото, но и рибата, другите морски животни, яйцата и млечните продукти. Човек, който спазва храненето и философията на веганството е известен като веган. Съществуват няколко категории веганство:
- Диетични вегани, известни още като „строги вегетарианци“, които се въздържат от консумация на месо, яйца, млечни продукти и всякакви други животински вещества[2][3] [4].
- Етичният веган, наричан „морален вегетарианец“ е човек, който не само следва веганска диета, но разширява философията на веганството в различни области от живота и се противопоставя на използването на животни за каквато и да е цел[5].
- Друг термин е „веганство в околната среда“, което се отнася до избягването на животински продукти, защото отглеждането на животни в промишлеността е вредно за околната среда и е неустойчиво[6].

Освен по отношение на храната, веганите не използват:
- изделия от животински произход – кожа, коприна, вълна и др.;
- пчелен мед
- продукти с животински компоненти – желатин, глицерин (има и глицерин с растителен произход) и др.;
- продукти, които са произведени чрез рафиниране с животински продукти – някои видове захар и пр.;
- продукти, които са тествани на животни, в т.ч. козметика, тютюн и пр.
- не подкрепят използването на животни за лов или забавление – циркове, зоопаркове и пр.

Добре планираните веган диети са подходящи за всички етапи от живота, включително кърмаческа възраст и бременност, според Американската академия по хранене и диетика, Австралийския национален съвет за здраве и медицински изследвания, Британската диетична асоциация, Диетолози на Канада и Министерството на здравеопазването на Нова Зеландия. Германското общество за хранене – което е организация с нестопанска цел и не е официална здравна агенция – не препоръчва веганска диета за деца или юноши, или по време на бременност и кърмене. Има противоречиви доказателства за веганска диета, осигуряваща защитен ефект срещу метаболитен синдром, но някои данни сочат, че веган диетата може да помогне при загуба на тегло, особено в краткосрочен план. Веганската храната обикновено са с по-високо съдържание на диетични фибри, магнезий, фолиева киселина, витамин С, витамин Е, желязо и фитохимикали и по-ниски диетична енергия, наситени мазнини, холестерол, омега-3 мастни киселини, витамин D, калций, цинк, и витамин В12. Недобре планираната веганска диета може да доведе до хранителни дефицити, които анулират всякакви полезни ефекти и могат да причинят сериозни здравословни проблеми, някои от които могат да бъдат предотвратени само с обогатени храни или хранителни добавки. Добавянето на витамин В12 е важно, тъй като неговият дефицит причинява кръвни нарушения и потенциално необратими неврологични увреждания, въпреки че тази опасност присъства и при лошо планирани не-вегански диети. .
Дороти Морган и Доналд Уотсън са измислили термина „веган“ през 1944 г., като са съоснователи на Веганското общество във Великобритания. Първоначално те го използват, за да обозначат „безмлечен вегетарианец“. До май 1945 г. обаче веганите изрично се въздържат още от „яйца, мед и мляко, масло и сирене от животни“. От 1951 г. Английското веганско общество го определя като „доктрината, която човек трябва да живее, без да експлоатира животните.“. Интересът към веганството се увеличава постепенно, особено през втората половина. Отварят се още вегански магазини, а веганските продукти стават все по-достъпни в супермаркетите и ресторантите.

## Произход

### История
Вегетарианството може да бъде проследено до цивилизацията в долината на Инд през 3300 – 1300 г. пр.н.е. В индийския субконтинент, особено в Северна и Западна древна Индия. Ранните вегетарианци включват индийски философи, като Махавира, Ачария Кундакунда и тамилския поет Валувар, индийските императори Чандрагупта Маурия и Ашока; гръцки философи, като Емпедокъл, Теофраст, Плутарх, Плотин и Порфирий; римския поет Овидий и драматурга Сенека. Гръцкият мъдрец Питагор може би е застъпвал ранна форма на строго вегетарианство, но животът му е толкова неясен, че се спори дали изобщо е застъпвал някоя форма на вегетарианство. Почти със сигурност забранява на последователите си да ядат боб и да носят вълнени дрехи. Евдокс от Книд, ученик на Архит и Платон, пише, че „Питагор се отличавал с такава чистота и така избягвал убийствата и убийците, че не само се въздържал от животински храни, но дори държал дистанция от готвачите и ловците“. Един от най-ранните известни вегани е арабският поет Ал-Маари (ок.973-ок.1057). Аргументите им се основават на здравето, преселването на душите, хуманното отношение към животните и възгледа, подкрепен от Порфирий в De Abstinentia ab Esu Animalium („За въздържането от животинска храна“, ок.268-ок.270), че ако хората заслужават справедливост, тогава и животните.
Вегетарианството се утвърждава като значително движение във Великобритания и САЩ от XIX век. Малка част от вегетарианците избягват изцяло животинската храна. През 1813 г. поетът Пърси Биш Шели публикува „Оправдание за естествената диета“, застъпвайки се за „въздържане от животинска храна и спиртни напитки“, а през 1815 г. Уилям Ламб, лондонски лекар, заявява, че неговата „диета с вода и зеленчуци“ може да излекува всичко от туберкулоза до акне. Ламб нарича животинската храна „обичайно дразнене“ и твърди, че „яденето на мляко и яденето на плът са само разклонения на обща система и те трябва да стоят или да падат заедно“. Безмесната грахамова диета на Силвестър Греъм – предимно плодове, зеленчуци, вода и хляб, приготвен в домашни условия с брашно от каменни площи – става популярна като лечебно средство през 30-те години на XIX век в Съединените щати. По това време са създадени няколко вегански общности. В Масачузетс Амос Бронсън Олкот, баща на писателката Луиза Мей Олкът, открива Храмовото училище през 1834 г. и Фрутландс през 1844 г. , а в Англия Джеймс Пиерпонт Грийвс основава Concordium, веганска общност в Олкът Хаус на Хем Комън, през 1838 г.

### Вегетарианско общество
През 1843 г. членовете на Олкът Хаус създават Британско и чуждестранно общество за насърчаване на човечеството и въздържането от животинска храна, водено от София Чичестър, богата благодетелка на Олкът Хаус. Олкът Хаус също помага за създаването на Вегетарианското дружество на Обединеното кралство, което провежда първото си заседание през 1847 г. в Рамсгейт, Кент. The Medical Times and Gazette в Лондон съобщава през 1884 г.: „Има два вида вегетарианци – едните, които са крайна форма и не ядат никакви животински хранителни продукти; и по-малко въздържали се, които употребяват яйца, мляко и риба. Вегетарианското общество … принадлежи към последната по-умерена група. През 1851 г. статия в списанието Vegetarian Messenger обсъжда алтернативи, които биха заместили кожата на обувките, което предполага наличието на вегани в рамките на членството, които отхвърлят изцяло използването на животни, не само в храненето. С публикуването на A Plea for Vegetarianism and Other Essays на Хенри Солт през 1886 г. той твърди, че „Наистина е вярно, че повечето – не всички“ хранителни реформатори допускат в диетата си такива животински храни като мляко, масло, сирене и яйца…“ Книгата на Ръсел Тачър Трал The Hygeian Home Cook-Book, публикувана през 1874 г. е първата известна веганска готварска книга в Америка. Книгата съдържа рецепти „без използване на мляко, захар, сол, мая, киселини, основи, мазнини или подправки от какъвто и да е вид.“  Ранна веганска готварска книга, Руперт Х. Уелдън No Animal Food: Two Essays and 100 Recipes, публикувана от Ч. У. Даниел през 1910 г. Консумацията на мляко и яйца са превърнати в бойно поле през следващите десетилетия. Провеждат се редовни дискусии за това във сп. Vegetarian Messenger. От страниците за кореспонденция се вижда, че много противници на веганството по онова време са били вегетарианци. По време на посещение в Лондон през 1931 г. Махатма Ганди, който се присъединява към изпълнителния комитет на Вегетарианското общество, докато живее в Лондон от 1888 до 1891 г., произнася реч пред Вегетарианското общество с аргумента, че трябва да се насърчава диетата без месо като морален въпрос, а не здравен. Лакто-вегетарианците признават етичната последователност на веганската позиция, но смятат, че веганската диета е непрактична и са обезпокоени, че може да бъде пречка за разпространението на вегетарианството, ако веганите се окажат неспособни да участват в социални кръгове, където няма веган храна. Това се превръща в преобладаващата гледна точка на Вегетарианското общество, което през 1935 г. заявява: „Лакто-вегетарианците като цяло не защитават практиката за консумация на млечни продукти, освен поради целесъобразност.“

## Увеличен интерес
През 60-те и 70-те години на ХХ век се появява вегетарианско движение за храна като част от контракултурата в Съединените щати, което се фокусира върху опасенията относно храната, околната среда и недоверието към производителите на храни, което води до нарастващ интерес към биологичното градинарство. Една от най-влиятелните вегетариански книги по това време е текстът на Франсис Мур Лапе от 1971 г. Diet for a Small Planet. Тя е продадена в повече от три милиона копия и предлага „слизане от върха на хранителната верига“. През следващите десетилетия се провеждат изследвания относно ползата от веганството от група учени и лекари в САЩ, включително лекарите Дийн Орниш, Колдуел Еселстин, Нийл Барнард, Джон Макдугал, Майкъл Грегер и биохимикът Т. Колин Кембъл, които твърдят, че консумирането на животински мазнини и протеини, като западен начин на хранене са вредни за здравето. Те създават поредица от книги, които препоръчват веганска или вегетарианска храна, включително The McDougall Plan на Макдугъл (1983), Diet for a New America на Джон Робинс (1987), които свързват яденето на месо с увреждане на околната среда и Dr. Dean Ornish's Program for Reversing Heart Disease(1990). През 2003 г. две големи северноамерикански асоциации на диетолозите са заедно единодушни, че добре премисленото веган хранене е подходящо за всички етапи в живота. Последва филмът Earthlings (2005), The China Study на Кембъл (2005), Skinny B*tch(цензурирано заглавие) на Рори Фрийдман и Ким Барнуин (2005), Eating Animals на Джонатан Сафран Фоер от 2009 г. и филмът Forks over Knives(2011). През 80-те години веганството се свързва с пънк субкултурата и идеологиите, особено хардкор пънк в САЩ; и анархо-пънка в Обединеното кралство. Тази асоциация продължава и през XXI век, както се вижда от известността на вегански пънк събития като „Флъф фест“ в Европа.

### В масовия поток
Веганското хранене става все по-разпространено със списание The Economist, което обявява 2019 г. за „годината на веганите“. Европейската комисия получава правото да приеме акт за изпълнение относно информацията за храните, свързана с годността на дадена храна за вегетарианци и вегани в член 36 от Регламент (ЕС) № 1169/2011 на Европейския парламент и на Европейския съвет. Верижните ресторанти започват да маркират вегански артикули в менютата си, а супермаркетите подобряват избора си на преработени за вегани храни. Глобалният пазар на веганско месо се е увеличил с 18% между 2005 и 2010 г., а в САЩ с 8% между 2012 и 2015 г. до 553 милиона долара годишно. Вегетарианският месар (De Vegetarische Slager), първият известен вегетариански месарски магазин, продаващ веганско месо, отворя врати в Нидерландия през 2010 г., докато първият такъв в Северна Америка отворя врати в Минеаполис през 2016. От 2017 г. над 12 500 локации на вериги ресторанти започват да предлагат продукти Beyond Meat и Beyound Foods, включително обекти на Карл Младши в магазините Beyond Burgers и Бъргър кинг, обслужващи серията вегански бургери impossible whoppers. Продажбите на месо на растителна основа в САЩ са нараснали с 37% през последните две години.
През 2017 г. Американската асоциация за ученическо хранене установява, че 14% от училищните квартали в цялата страна сервират веганска училищна храна в сравнение с 11,5% от училищата, предлагащи вегански обяд през 2016 г., което отразява промяната в много части на света, включително Бразилия и Англия.
До 2016 г. 49% от американците пият растително мляко, а 91% пият все още животинско мляко. Пазарът на растително мляко в Британия се е увеличил със 155% за две години, от 36 милиона литра през 2011 г. до 92 милиона през 2013. Между 2012 и 2016 г. в Обединеното кралство настъпва 185% увеличение на новите вегански продукти. През 2011 г. в Германия се появяват първите вегански супермаркети в Европа: Vegilicious в Дортмунд и Veganz в Берлин.
През 2017 г. веганството нараства по популярност в Хонконг и Китай, особено сред поколението Y. Китайският веган пазар се очаква да се увеличи с повече от 17% между 2015 и 2020 г., което се очаква да бъде „най-бързият темп на растеж в международен план за този период“. Това надвишава прогнозирания ръст на втория и третия най-бързо развиващ се веган пазари в международен план за същия период, Обединените арабски емирства (10,6%) и Австралия (9,6%) съответно. Като цяло към 2016 г. най-големият дял на веганските потребители в световен мащаб живее в Азиатско-Тихоокеанския регион, като 9 процента от хората са вегани.
През 2013 г. Октоберфестът в Мюнхен традиционно тежко събитие предлага вегански ястия за първи път в 200-годишната си история.
През 2018 г. книгата The End of Animal Farming („Краят на животновъдството“) от Джейси Рийз Антис твърди, че веганството напълно ще замести храната с животински произход до 2100 г. Книгата е включена във в.The Guardian, The New Republic и Forbes, наред с други вестници и списания.
Вегануари е организация с нестопанска цел, базирана във Великобритания, която обучава и насърчава хората по света да опитат веганска храна ежегодно всеки януари. Организацията Вегануари също се подлага на едномесечното предизвикателство. На 1 февруари 2021 г. Veganuary публикува финалните данни за кампанията си през 2021 г. с рекордни резултати. През януари 2021 г. 582 538 души от 209 различни страни и територии се регистрираха за 31-дневното веганско предизвикателство, надхвърляйки общо 400 000, участвали през 2020 г. През декември 2020 г. публични личности, включително Пол Макартни, Рики Жерве, Джейн Гудол, Джон Бишоп, Сара Паско и още над сто известни личности, политици, бизнес и неправителствени организации, подписват съвместно писмо, призоваващо хората да се присъединят към борбата срещу изменението на климата и да предотвратят бъдещето пандемии чрез преминаване към само растителна храна, започвайки с регистрация в Вегас като движение Вегануари. През 2021 г. Ресторант ONA близо до Бордо във Франция е първият вегански ресторант, получил звезда на Мишлен.

## Животински продукти
Логото на Британското веганско общество и логото на зайчето на PETA означават, че продуктът е сертифициран като вегански, което включва тестване върху животни. Логото на скачащото зайче не сигнализира за тестване върху животни, но може да не е само веганско. Критериите на веганското общество за веганска сертификация са, че продуктът не съдържа животински продукти и че нито готовият продукт, нито съставките му са тествани върху животни от или от името на производителя или от някой, над когото производителят има контрол. Уебсайтът му съдържа списък на сертифицирани продукти, , както и австралийската „Изберете без жестокост“ (CCF). Британското веганско общество ще сертифицира даден продукт, само ако е без участие на животни, доколкото е възможно и практично, включително тестване върху животни, но "признава, че не винаги е възможно да се направи избор избягва използването на животни „, проблем, който беше подчертан през 2016 г., когато стана известно, че нововъведената банкнота от 5 лири в Обединеното кралство съдържа животинска мазнина.

### Месо, яйца и млечни продукти
Подобно на вегетарианците веганите не ядат месо (включително говеждо, свинско, птиче месо, птици, дивеч, морски дарове от животни). Веганите не ядат яйцата и млечните продукти с предпоставката, че тяхното производство причинява страдания на животни и преждевременна смърт. При производството на яйца повечето мъжки пилета се бракуват, защото не снасят яйца. За да се получи мляко от млечни говеда, кравите се забременяват, за да се предизвика лактация; те се държат в период на кърмене от три до седем години, след което се избиват. Женските телета могат да бъдат отделени от майките си в рамките на 24 часа след раждането и да бъдат хранени с заместител на мляко, за да запазят кравето мляко за консумация от човека. Повечето мъжки телета се колят при раждането, изпращат се за производство на телешко месо или се отглеждат за говеждо месо.

### Дрехи
Много продукти за облекло могат да бъдат направени от животински продукти, като коприна, вълна (включително агнешка вълна, ножица, кашмир, ангора, мохер и редица други фини вълни), козина, пера, перли, бои от животински произход, кожа, змийска кожа, или други видове кожа или животински продукти. Докато диетичните вегани могат да използват животински продукти в дрехи, тоалетни принадлежности и други подобни, то етичното веганство се разпростира не само върху хранителните продукти, но също така и върху носенето или употребата на животински продукти и изобщо отхвърля кодифицирането на животни. Според веганите закупуването на кожа и месни продукти представлява финансова подкрепа за месопроизводството. Веганите могат да носят дрехи и аксесоари, изработени от материали, които не са получени от животни, като коноп, лен, памук, платно, полиестер, изкуствена кожа (плетер), гума и винил. Кожените алтернативи могат да идват от материали като корк, пиня (от ананаси), кактус и гъбена кожа. Някои вегански дрехи, по-специално алтернативите от кожа, са изработени от петролни продукти, което предизвика критики поради екологичните щети, свързани с тяхното производство.

### Тоалетни принадлежности
Веганите заместват продуктите за лична хигиена и домакинските почистващи препарати, съдържащи животински продукти, с продукти, които са вегански. Животинските съставки са повсеместни, защото са относително евтини. След като животните бъдат заклани за месо, остатъците се преработват и част от този материал, особено мазнината се използва за тоалетни принадлежности.
Обичайните животински съставки включват: животинска мазнина за сапуна; произведен от колаген глицерин, който се използва като смазка и овлажнител в много продукти за грижа за косата, овлажнители, в пяната за бръснене, сапуните и пастите за зъби. Ланолинът от овча вълна често се намира в балсама за устни и овлажнителите; стеариновата киселина е често срещана съставка в кремовете за лице, пяната за бръснене и шампоаните (както при глицерина, тя може да бъде на растителна основа, но обикновено е с животинско производство); Млечната киселина, алфа-хидрокси киселина, получена от животинско мляко, се използва в овлажнители; алантоинът – от растителния оман или урината на кравите – намира се в шампоани, овлажнители и паста за зъби; и кармин от мащабни насекоми, като женската кохинея, се използва в храните и козметиката за получаване на червени и розови нюанси. Beauty Without Cruelty(бел.пр. Красота без жестокост), основана като благотворителна организация през 1959 г., е един от най-ранните производители и сертифициращи продукти за лична хигиена без да ги извличат от животни.

### Продукти от насекоми
Веганските общества не са съгласни относно продуктите от насекоми. Нито Веганското общество, нито Американското веганско общество считат меда, коприната и други продукти от насекоми като подходящи за вегани. Eксплоатацията на труда на пчелите и събирането на техния енергиен източник е неморално и че търговските пчеларски операции могат да навредят, преуморят и дори да убият пчелите.

### Храна за домашни любимци
Поради въздействието върху околната среда на месна храна за домашни любимци и етичните проблеми, които тя създава за веганите, някои вегани разширяват своята философия като включват към веганството и домашните си любимци. Това важи особено за опитомени котки и кучета, за които веганската храна за домашни любимци е както на разположение, така и с пълноценна хранителна стойност като Веджипет. Тази практика е посрещната с повишено внимание и критика, особено по отношение на веганската диета на котки, тъй като фелидите са задължителни месоядни животни. Хранително пълноценните веган диети за домашни любимци са сравними с тези на месо за котки и кучета. Проучване от 2015 г. установи, че 6 от 24 търговски марки вегетариански храни за домашни любимци не отговарят на разпоредбите на Асоциацията на американските служители за контрол на фуражите (AAFCO) относно адекватността на аминокиселините.

### Различни продукти и земеделски опит
Притеснителен е случаят с производството на лекарства, които рутинно се тестват върху животни, за да се гарантира, че са ефективни и безопасни, и могат да съдържат и животински съставки, като лактоза, желатин и стеарати. Възможно е да няма алтернативи на предписаните лекарства или тези алтернативи могат да бъдат неподходящи, по-малко ефективни или да имат по-неблагоприятни странични ефекти. Експериментирането с лабораторни животни също се използва за оценка на безопасността на ваксините, хранителните добавки, козметиката, битовите продукти, химикалите на работното място и много други вещества. Веганите могат да избягват някои ваксини, като грипната ваксина, която обикновено се произвежда в пилешки яйца. Ефективна алтернатива Флъблок, е широко достъпна в Съединените щати. Отглеждането на плодове и зеленчуци може да включва наторяване на почвата с животински тор дори в биологични ферми, което може да причини безпокойство на веганите по етични и екологични причини. „Веганското“ (или „безживотинското“) земеделие използва само растителен компост.

## Вегански храни
Веганската храна се основава на зърнени храни и други семена, бобови растения, плодове, зеленчуци, ядливи гъби и ядки.

### Соя
Безмесните продукти, приготвени от соя (тофу) или пшеничен сейтан са източници на растителен протеин, обикновено под формата на вегетариански колбаси, кайма и вегетариански бургери.
Ястията на основата на соя са често срещани при веганската диета, тъй като соята е източник на протеини. Те се консумират най-често под формата на соево мляко и тофу (извара от боб), което е соево мляко, смесено с коагулант. Тофу се предлага в различни текстури, в зависимост от съдържанието на вода, от твърда, средно твърда и изключително твърда за яхнии и пържени картофи до мека или копринена за салатни превръзки, десерти и шейкове. Соята се яде също под формата на темпе и текстуриран растителен протеин (TVP); известен също като текстуриран соев протеин (TSP), последният често се използва в сосове за паста. Темпе е ферментирал соев продукт, който осигурява месеста текстура и орехов вкус. Може да се пече на скара, да се маринова или да се натроши в различни ястия като пържени картофи, салати и сандвичи за пробиотичен тласък.

### Растително мляко и заместители на млечни продукти
| Хранително съдържание на краве, соя и бадемово мляко | Хранително съдържание на краве, соя и бадемово мляко | Хранително съдържание на краве, соя и бадемово мляко | Хранително съдържание на краве, соя и бадемово мляко |
|                                                      | Краве мляко (с цял добавен витамин D)                | Соево мляко (неподсладено; подсилено)                | Бадемово мляко (неподсладено; подсилено)             |
| ---------------------------------------------------- | ---------------------------------------------------- | ---------------------------------------------------- | ---------------------------------------------------- |
| Диетична енергия в 240ml чаша                        | 620 kJ (149 kcal)                                    | 330 kJ (80 kcal)                                     | 120 kJ (29 kcal)                                     |
| Протеини (g)                                         | 7.69                                                 | 6.95                                                 | 1                                                    |
| Мазнини (g)                                          | 7.93                                                 | 3.91                                                 | 2.5                                                  |
| Наситени мазнини(g)                                  | 4.55                                                 | 0.5                                                  | 0                                                    |
| Въглехидрати(g)                                      | 11.71                                                | 4.23                                                 | 1                                                    |
| Фибри (g)                                            | 0                                                    | 1.2                                                  | 1                                                    |
| Захари (g)                                           | 12.32                                                | 1                                                    | 0                                                    |
| Калций (mg)                                          | 276                                                  | 301                                                  | 451                                                  |
| Калий(mg)                                            | 322                                                  | 292                                                  | 36                                                   |
| Натрий(mg)                                           | 105                                                  | 90                                                   | 170                                                  |
| Витамин B12 (µg)                                     | 1.10                                                 | 2.70                                                 | 3                                                    |
| Витамин A (IU)                                       | 395                                                  | 503                                                  | 499                                                  |
| Витамин D (IU)                                       | 124                                                  | 119                                                  | 101                                                  |
| Холестерол (mg)                                      | 24                                                   | 0                                                    | 0                                                    |

Растителните млека – като соево мляко, бадемово мляко, кашу, зърнени млека (овесено мляко, ленено мляко и оризово мляко), конопено мляко и кокосово мляко – се използват вместо краве и козе мляко. Соя млякото осигурява около 7 g (¼oz) протеин на чаша (240 ml или 8 fl oz), в сравнение с 8 g (2 / 7oz) протеин на чаша краве мляко. Бадемовото мляко е с по-ниско съдържание на диетична енергия, въглехидрати и протеини. Соевото мляко не трябва да се използва като заместител на кърмата за бебета. Бебетата, които не са кърмени, могат да бъдат хранени с търговска адаптация за кърмачета, обикновено базирана на краве мляко или соя. Последното е известно като адаптирано мляко за кърмачета на основата на соя(SBIF).
Маслото и маргаринът могат да бъдат заменени с алтернативни вегански продукти. Веган сирената се правят от семена, като сусам и слънчоглед;от ядки, като кашу, кедрови ядки и бадем, и соя, кокосово масло, хранителни дрожди, тапиока и ориз, наред с други съставки; и може да възпроизведе топимостта на млечното сирене. Хранителната мая е често срещан заместител на вкуса на сиренето във веганските рецепти. Заместителите на сирене могат да се правят у дома, включително от ядки, като кашу. Продуктите от кисело мляко и сметана могат да бъдат заменени с продукти на растителна основа като соево кисело мляко.
Създадени са различни видове растителен крем, който замества млечния крем, а някои видове имитации на бита сметана не са млечни.
През 21в. редица компании са генетично модифицирани дрожди за производство на протеини от краве мляко, суроватка или мазнини без използването на крави. Те включват Perfect Day, Novacca, Motif, FoodWorks, Remilk, Final Foods, Imagindairy, Nourish Ingredients и Circe.

### Вегански яйца
Към 2019 г. в Съединените щати се появяват многобройни вегански яйца, включително продукти, използвани за „бъркани“ яйца, сладкиши, бисквитки и понички. Като заместител на яйца могат да се използват и бакпулвер, копринено (меко) тофу, картофено пюре, банани, ленено семе и аквафаба от нахут. Всяка от тези храни дава свойството на яйцето, на което трябва да подражава. Бърканото тофу например замества бърканите яйца, но тофуто не действа като свързващ агент за сладкиши като суровите яйца, ленените семена или бананите.

### Сурово веганство
Суровото веганство, комбиниращо веганството и суровоядството, изключва всички животински продукти и храни, приготвени над 48°C (118°F). Суровата веганска храна включва зеленчуци, плодове, ядки, зърнени и бобови кълнове, семена и морски зеленчуци. Има много вариации на диетата, включително плодоядство.

## Хранително съдържание

### Здравни ефекти
Веган храната помага за отслабването, както в краткосрочен план, така и в дългосрочен план. Има някои предварителни доказателства за връзка между веганската храна и намаления риск от рак.

### Позиции на диетични и правителствени асоциации
Академията по хранене и диетология и диетолози на Канада заявява, че планираните правилно веган диети са подходящи за всички етапи от живота, включително бременност и кърмене. Австралийският национален съвет за здравни и медицински изследвания по подобен начин признава добре планираната веганска диета като жизнеспособна за всяка възраст, както прави Министерството на здравеопазването на Нова Зеландия, Британската национална здравна служба, Фондация British Nutrition, Асоциация на диетолозите в Австралия, Министерство на земеделието на Съединените щати, Клиника Мейо, Канадско педиатрично общество и Фондация за сърдечни и инсулти в Канада. Германското общество за хранене не препоръчва веганска диета за бебета, деца и юноши, нито за бременност или кърмене.

### Бременност, кърмачета и деца
Академията по хранене и диететика и диетолози на Канада счита за добре планирани вегетариански и вегански диети „подходящи за индивиди през всички етапи от жизнения цикъл, включително бременност, кърмене, кърмачество, детство и юношество, както и за спортисти“. Позицията на Канадското педиатрично общество е, че „добре планираните вегетариански и веган диети с подходящо внимание към специфични хранителни компоненти могат да осигурят здравословен алтернативен начин на живот на всички етапи на растежа на плода, бебето, детето и юношата. Препоръчва се вниманието да бъде дава се на прием на хранителни вещества, особено на протеини, витамини В12 и D, незаменими мастни киселини, желязо, цинк и калций.

### Критични хранителни вещества
Американската академия по хранене и диететика заявява, че може да е необходимо специално внимание, за да се гарантира, че веган храната ще осигури достатъчно количество витамин В12, омега-3 мастни киселини, витамин D, калций, йод, желязо и цинк. Тези хранителни вещества се предлагат в растителните храни, с изключение на витамин В12, който може да се получи само от обогатени с В12 вегански храни веган добавки. Йодът също може да се нуждае от допълнително използване, като например от йодирана сол.

### Витамин В12
Витамин B12
е бактериален продукт, необходим за клетъчното делене, образуването и узряването на червените кръвни клетки, синтеза на ДНК и нормалната функция на нервите. Дефицитът може да причини мегалобластна анемия и неврологични увреждания и ако не се лекува, може да доведе до смърт. Високото съдържание на фолацин във вегетарианската диета може да маскира хематологичните симптоми на дефицит на витамин В12, така че може остават неоткрити, докато не се проявят неврологични признаци в късните стадии, които могат да бъдат необратими, като невропсихиатрични аномалии, невропатия, деменция и от време на време атрофия на зрителните нерви.

### Йод
Добавянето на йод може да е необходимо за вегани в страни, където солта обикновено не се йодира, където се йодира при ниски нива или където, както във Великобритания и Ирландия, се разчита на млечните продукти за доставка на йод поради ниските нива в почвата. Йодът може да се получи от повечето вегански мултивитамини или при редовна консумация на морски водорасли като кафяви морски водорасли.

### Калций
Калцият е необходим за поддържане на здравето на костите и за няколко метаболитни функции, включително мускулна функция, съдова контракция и вазодилатация, нервно предаване,
вътреклетъчна сигнализация и хормонална секреция. Деветдесет и девет процента от калция в организма се съхранява в костите и зъбите: 35 – 74 Храните с високо съдържание на калций могат да включват обогатено растително мляко, прясно зеле, ядки и суров чесън като общи растителни източници. Доклад от 2007 г., базиран на кохортата от Оксфорд на Европейското проспективно разследване на рака и храненето, започнало през 1993 г., предполага, че веганите имат повишен риск от фрактури на костите над месоядните и вегетарианците, вероятно поради по-ниския прием на калций в храната. Проучването установи, че веганите, консумиращи поне 525 mg калций дневно, имат риск от фрактури, подобен на този на други групи. Проучване от 2009 г. установи, че костната минерална плътност (BMD) на веганите е 94% от тази при всеядните, но се счита, че разликата е клинично незначителна.

### Протеини
Разнообразният прием на растителни храни може да задоволи нуждите на човешкото здраве от протеини и аминокиселина. Американската диетична асоциация заяви през 2009 г., че разнообразни растителни храни, консумирани в рамките на един ден, могат да осигурят всички основни аминокиселини за здрави възрастни, което означава, че комбинирането на протеини в едно и също хранене обикновено не е необходимо.
Храните с високо съдържание на протеини във веганската диета включват бобови растения (като боб и леща), ядки, семена и зърнени храни (като овес, пшеница и киноа).

### Витамин D
Витамин D (калциферол) е необходим за няколко функции, включително абсорбция на калций, позволяваща минерализация на костите и растеж на костите. Без него костите могат да станат тънки и чупливи; заедно с калций предлага защита срещу остеопороза. Витамин D се произвежда в тялото, когато ултравиолетовите лъчи от слънцето удрят кожата; необходимо е излагане на открито, тъй като UVB радиацията не прониква през стъклото. Той присъства в маслото от сьомга, риба тон, скумрия и черен дроб на треска, с малки количества в сирене, яйчни жълтъци и говежди черен дроб и в някои гъби.
Повечето веган диети съдържат малко или никакъв витамин D без обогатена храна. Хората с малко излагане на слънце може да се нуждаят от добавки. Степента, в която излагането на слънце е достатъчно, зависи от сезона, времето на деня, покритието от облаци и смог, съдържанието на меланин в кожата и дали се носи слънцезащитен крем. Според Националните здравни институти повечето хора могат да получат и съхраняват достатъчно витамин D от слънчева светлина през пролетта, лятото и есента, дори и в далечния север. Те съобщават, че някои изследователи препоръчват 5 – 30 минути излагане на слънце без слънцезащитни продукти между 10:00 и 15:00 часа, поне два пъти седмично. Солариумите, излъчващи 2 – 6% UVB лъчение имат подобен ефект, макар че тенът не е препоръчителен.

### Желязо
Поради по-ниската бионаличност на желязо от растителни източници, Съветът по храните и храненето на Националната академия на науките създаде отделна RDA за вегетарианци и вегани от 14 mg (¼gr) за вегетарианци и жени в постменопауза и 33 mg (½gr) за жени в менопауза, които не използват орални контрацептиви.
Веган храните с високо съдържание на желязо включват соя, тъмнокафява меласа, черен боб, леща, нахут, спанак, темпе, тофу и боб Лима. Абсорбцията на желязо може да се засили, като се консумира едновременно източник на витамин С като половин чаша карфиол или пет течни унции портокалов сок. Кафето и някои билкови чайове могат да инхибират усвояването на желязо, както и подправките, които съдържат танини като куркума, кориандър, чили и тамаринд.

### Омега-3 мастни киселини
Алфа-линоленова киселина (ALA), омега-3 мастна киселина, се намира в орехите, семената и растителните масла, като рапица и ленено масло. EPA и DHA, другите първични омега-3 мастни киселини, се намират само в животински продукти и водорасли.

## Философия
Етичното веганство, известно още като морално вегетарианство се основава на противопоставяне на видизма, придаване на стойност на животински индивиди само въз основа на принадлежността им към даден вид. Разделите в теорията за правата на животните включват утилитарен, протекционистки подход, който изисква по-добри условия за съществуване на животните. Той също така се отнася до основания на правата аболиционизъм, който се стреми да сложи край на човешката собственост върху живите същества, които не са истински хора, включително и домашните любимци. Аболиционистите твърдят, че протекционизмът служи само за да накара обществеността да почувства, че употребата на животни може да бъде морално безпроблемна (позицията „щастливо месо“)
Доналд Уотсън, съосновател на Веганското общество, заяви в отговор на въпроса защо е етичен веган: „Ако отворен, честен човек следва курса достатъчно дълго и изслушва всички критики, собственият ум може задоволително да посрещне всички критики срещу тази идея, рано или късно нечия съпротива срещу онова, което човек смята за зла традиция, трябва да бъде отхвърлена. "Относно кЪрвин видове спорт, той каза, че„ да убиваш същества за забавление трябва да бъде се отхвърли напълно, освен ако е за оцеляването на човека в най-екстремни ситуации „и тази вивисекция и експерименти с животни“ е може би най-жестоката от всички атаки на човека върху останалата част от Сътворението. " Той също така заяви, че „вегетарианството, макар да е необходима стъпка между яденето на месо и веганството, е само стъпка.“
Алекс Хершафт, съосновател на Движението за права на селскостопанските животни(FARM) и оцелял от Холокоста, заявява, че „винаги е бил притеснен от идеята да удря красиво, живо, невинно животно над главата, да го нарязва на парчета, след което да го пъха в устата си" и че опитът му от нацисткия Холокост му е позволил „да съпреживява условията на животните във селскостопанските ферми, тръжни дворове и кланици", защото „знае от първа ръка какво е да бъдеш третиран като безполезен предмет".
Професорът по право Гари Франсион, аболиционист, твърди, че всички живи същества трябва да имат правото да не бъдат третирани като собственост и че възприемането на веганството трябва да бъде основата за всеки, който вярва, че живите същества имат присъща морална стойност.
Философът Том Ригън, също теоретик на правата, твърди, че животните притежават стойност като „субекти на живота“, защото имат убеждения, желания, памет и способност да инициират действия в преследване на целите. Правото на субектите да не бъдат ощетени може да бъде отменено от други морални принципи, но Ригън твърди, че удоволствието, удобството и икономическите интереси на фермерите не са достатъчно важни. Философът Питър Сингър, протекционист и утилитарист, твърди, че няма морално или логично оправдание за това, че не се отчита страданието на животните като последица при вземането на решения и че убиването на животни трябва да бъде отхвърлено, освен ако не е необходимо за оцеляване. Въпреки това той пише, че „етичното мислене може да бъде чувствително към обстоятелствата“ и че „не е твърде загрижен за тривиалните нарушения“.
Аргумент, предложен от Брус Фридрих, също протекционист, твърди, че стриктното спазване на веганството вреди на животните, тъй като се фокусира върху личната чистота, вместо да насърчава хората да се отказват от каквито могат животински продукти. За Франсионе това е подобно на твърдението, че тъй като нарушенията на човешките права никога не могат да бъдат елиминирани, не бива да защитаваме човешките права в ситуации, които контролираме. Като не успява да се докаже при доставката дали нещо съдържа животински продукти, ние затвърждаваме, че моралните права на животните са въпрос на удобство, твърди той. От това той заключава, че протекционистката позиция се проваля според собствените си консеквенционистки условия.
Философът Вал Пламвуд твърди, че етичното веганство е „фино ориентирано към човека“, пример за това, което тя нарича „дуализъм човек/природа“, тъй като разглежда човечеството като отделно от останалата природа. Етичните вегани искат да приемат нечовеци в категорията, която заслужава специална защита, вместо да признаят „екологичното вграждане“ на всички. Плъмууд пише, че храната за животни може да е „ненужно зло“ от гледна точка на потребителя, който „черпи цялата планета за хранителни нужди“ – и тя категорично се противопоставя на фабричното земеделие – но за всеки, който разчита на много по-малка екосистема е много трудно или невъзможно да бъдеш веган. Биоетикът Бен Мефъм в рецензията си върху книгата на Франсион и Гарнър „Дебатът за правата на животните: премахване или регулиране?“ Заключава, че „ако целта на етиката е да се избере правилният или най-добрият начин на действие при конкретни обстоятелства“ всички като се има предвид нещата", може да се спори, че придържането към такава абсолютистка програма е опростено и отворено за сериозни противоречия на себе си. Или, както казва Фарли, с характерна критика:" да се заключи, че веганството е „единственият етичен отговор“ голям скок в много кално езерце." Той посочва като примери неблагоприятните ефекти върху дивата природа на животните, произтичащи от селскостопанските практики, необходими за поддържане на повечето вегански диети, и етичното противоречие на благосъстоянието на опитомените животни, но не и това на диви животни; дисбалансът между ресурсите, които се използват за насърчаване на хуманното отношение към животните, за разлика от тези, предназначени да облекчат страданията на приблизително един милиард човешки същества, подложени на недохранване, злоупотреба и експлоатация; фокусът върху нагласите и условията в западните развити страни, като се изключват правата и интересите на обществата, чиято икономика, култура и в някои случаи оцеляването разчитат на симбиотична връзка с животните.

## Веганство в България
В България дълго време веганското движение съществува предимно в онлайн средата под формата на групи в социални мрежи, където хора, интересуващи се от веганство, споделят рецепти, обсъждат основополагащи теми и проблеми, които веганизмът разрешава, или просто търсят информация едни от други за теми като здравословен начин на живот, отношение към животните, екология, отглеждане на деца и др.

### Приятели на четири крака
На 15 септември 2006 г. във варненското село Орешак се появява първият приют-ферма за всякакви животни, пострадали от човешко насилие, под името „Приятели на четири крака“. Той е регистриран като център за животни, пострадали от човешко насилие, с решение N 6484 на Варненския Окръжен Съд. През октомври 2017 г. приютът се мести край Велико Търново, в село Хотница. Зад физическия приют-ферма стои неправителствена организация със същото име, а хората, грижещи се за животните в него, разчитат изцяло на дарения за съществуването си. Идеята на приюта е да бъде място, отворено за хора, желаещи да го посетят и да общуват с животните, спасени от индустрията, за да видят, че и те са създания, с които човек може да общува като с домашен любимец. Фермата-приют е отворена за доброволци, желаещи да помогнат в ежедневните дейности покрай животните.

### Веге Търново
На 1 октомври 2015 – международният ден на вегетарианството – в град Велико Търново се сформира група по интереси под името „Веге Търново“. През 2016 г. групата, съставена от доброволци, организира серия от лекции-дискусии с активни вегани от страната, посещения на приюта за кучета край село Шемшево, както и дарителската кампания за същия приют. През 2017 г. протича втората серия от открити лекции и дискусии, отново състоящи се в културното пространство на клуб „ТАМ“, в центъра на Велико Търново. Сред гост-лекторите има известни лица на веганството в България, създателите на фермата-приют „Приятели на четири крака“, а на самите събития присъстват хора с най-различни интереси. През месец август 2017 г. групата поставя 18 информационни пана в центъра на Велико Търново за три седмици и половина. Целта на групата е да информира хората за ползите от веганския начин на живот и така да привлече съмишленици към идеята за веганство.

### Български вегански съюз
На 8 май 2016 г. по бул. „Витоша“ в София, Никола Донев организира протест „Месото е убийство!“, който включва пърформанс с 20 души опаковани в тарелки като пилета с надпис свободно отглеждано месо, цена, баркод и годност. Едно момиче е провесено на чеверме, а друго е сготвено в гигантска чиния с огромни нож и вилица. Протестът се отразява от различни национални медии, както и международни. В него участват активисти от над 15 държави. Подобни пърформанси той организира всеки месец до края на годината. На 1 февруари 2017 г. Никола Донев създава НПО „Български вегански съюз“ с цел популяризиране на веганизма в България. Правят се шокиращи демонстрации на централни места в София веднъж месечно, а ежеседмично се организират информативни акции с монитори показващи жестоки видеосцени от кланици и ферми. През юли 2017 г. се провежда акция и в центърът на град Пловдив. На 30 юли 2017 г. в метростанция Сердика е поставен първият ВЕГАН метроборд в историята на Република България. На 11 август 2017 г. „Български вегански съюз“ отваря офис, с цел да провежда лекции и семинари. На 28 август 2017 г. в БТА сдружението провежда първата си пресконференция, за да запознае обществото с дейността си, бъдещи проекти и цели. На нея присъстват веган деца, веган бебе, веган майки и веган бодибилдър. На 25 октомври 2017 г. по покана от МЗХ „Български вегански съюз“ участва в Кръгла маса по въпросите свързани с отглеждането на американска норка за ценни кожи. На 1 ноември 2017 г. по случай световният веган ден Български вегански съюз организира скандален пърформанс, отразен от редица световни медии по цял свят. На 22 ноември 2017 г. поставя първият веган билборд в България.

### Невидими животни
Невидими животни е българска организация за правата на животните, основана през 2021 г. в гр. София. Организацията членува в Cruelty Free Europe и Aquatic Animal Alliance. През 2022 г. провежда кампания за събиране на подписи за Европейската гражданска инициатива „Козметика без жестокост“, целяща да забрани експериментите с животни в Европейския съюз. Организацията поставя нов рекорд същата година за най-подписвана Европейска гражданска инициатива в България (предишният рекорд бе поставен през 2017 г. при Европейската гражданска инициатива Minority SafePack).
По-рано през 2022 г. Невидими животни публикува в национален ефир разследване, проведено през зимата на 2021 г., съдържащо кадри, направени под прикритие във фермата за ценни кожи от норки до с. Маджерито, Старозагорско. Материалът е отразен в Тази сутрин по Би Ти Ви, Денят започва по БНТ и други телевизионни и радио предавания. Малко след това тогавашният министър на околната среда и водите Борислав Сандов издава проект на заповед, целяща забрана на развъждането и вноса на американски норки в България.